# Боуэрсвилл
Боуэрсвилл  (англ. Bowersville) — деревня в округе Грин (штат Огайо, США) с населением в 290 человек по статистическим данным переписи 2000 года.

## География
По данным Бюро переписи населения США Боуэрсвилл имеет общую площадь в 0,26 квадратных километров, водных ресурсов в черте населённого пункта не имеется.
Деревня Боуэрсвилл расположена на высоте 332 метра над уровнем моря.

## Демография
По данным переписи населения 2000 года в Боуэрсвилле проживало 290 человек, 85 семей, насчитывалось 111 домашних хозяйств и 121 жилой дом. Средняя плотность населения составляла около 811,3 человек на один квадратный километр. Расовый состав Боуэрсвилл по данным переписи распределился следующим образом: 98,28 % белых, 0,34 % — коренных американцев, 0,34 % — азиатов, 0,69 % — представителей смешанных рас, 0,34 % — других народностей. Испаноговорящие составили 0,34 % от всех жителей
Из 111 домашних хозяйств в 36 % — воспитывали детей в возрасте до 18 лет, 61,3 % представляли собой совместно проживающие супружеские пары, в 12,6 % семей женщины проживали без мужей, 23,4 % не имели семей. 20,7 % от общего числа семей на момент переписи жили самостоятельно, при этом 9,9 % составили одинокие пожилые люди в возрасте 65 лет и старше. Средний размер домашнего хозяйства составил 2,61 человек, а средний размер семьи — 3,01 человек.
Население по возрастному диапазону по данным переписи 2000 года распределилось следующим образом: 24,5 % — жители младше 18 лет, 10,7 % — между 18 и 24 годами, 29,7 % — от 25 до 44 лет, 22,8 % — от 45 до 64 лет и 12,4 % — в возрасте 65 лет и старше. Средний возраст жителей составил 38 лет. На каждые 100 женщин в Боуэрсвилле приходилось 108,6 мужчин, при этом на каждые сто женщин 18 лет и старше приходилось 102,8 мужчин также старше 18 лет.
Средний доход на одно домашнее хозяйство в составил 36 406 долларов США, а средний доход на одну семью — 38 846 долларов. При этом мужчины имели средний доход в 31 250 долларов США в год против 25 625 долларов среднегодового дохода у женщин. Доход на душу населения составил 14 132 доллара в год.

## Известные люди, родившиеся в Боуэрсвилл
В Боуэрсвилл родился Норман Винсент Пил — писатель, протестантский священник, автор так называемой «теории позитивного мышления».